# Porky in Wackyland
Porky in Wackyland es un cortometraje animado dirigido por Robert Clampett y estrenado el 24 de septiembre de 1938 por Warner Bros. Pictures. La animación estuvo a cargo de Izzy Ellis y Norm McCabe.
Fue ubicado en el octavo puesto del libro 50 Greatest Cartoons, que reúne una lista de los 50 mejores dibujos animados de la historia basado en los votos de varias personas relacionadas con la animación. En diciembre de 2000 fue seleccionado junto a otros 24 filmes por la Biblioteca del Congreso de Estados Unidos para ser preservado en el National Film Registry.

## Sinopsis
Antes que desaparezcan los créditos iniciales, un vendedor de periódicos entra en escena y muestra los titulares. La principal noticia es que Porky tratará de capturar a un pájaro Dodo debido a una gran recompensa. La escena cambia y muestra el viaje de Porky en un avión hacia África. Porky aterriza frente a un letrero que indica "Bienvenido a Wackyland. Cualquier cosa puede ocurrir aquí. Población, 100 locos y una ardilla".
El lugar presenta  un estilo surrealista inspirado en el arte de Salvador Dalí, con varios personajes extravagantes. En una escena se puede ver una criatura de tres cabezas, la cual está basada en los tres chiflados. Porky cae a través de un túnel que lo lleva hacia el Dodo. Porky le pregunta "¿Eres realmente el último de los Dodos?" a lo que el ave responde "Sí, soy el  último de los Dodos" y comienza a bailar sobre él. Porky persigue al Dodo, pero éste utiliza su experiencia en el lugar para que la situación esté a su favor, de esta manera el ave aparece objetos de la nada, como ventanas, ascensores, paredes de ladrillo, entre otro. Mientras el Dodo camina, ve a un vendedor de periódicos que anuncia "Porky capturó al Dodo" varias veces, el ave se acerca y el vendedor golpea al Dodo con un mazo. Porky se quita el disfraz de vendedor y dice saltando "Capturé al último de los Dodos", pero el ave llama a sus compañeros y Porky se desmaya.

## Versiones
Se hizo un remake en Technicolor (y parcialmente en Cinecolor) de Porky in Wackyland supervisada por Friz Freleng en 1949, el cual fue titulado Dough for the Do-Do. Las versiones eran casi idénticas, diferenciándose en detalles como la apariencia de Porky, los fondos y las voces.
En 1949 TerryToons estrenó el cortometraje Dingbat Land, el cual presentaba varias similitudes con Porky in Wackyland. Estaba protagonizado por Sourpuss y Gandy Goose, el rol del Dodo era interpretado por Dingbat.

## Curiosidades
- Según el escritor Paul Dini, el pájaro Dodo es el padre de Gogo Dodo, un personaje de la serie animada Tiny Toon Adventures.
- El pájaro Dodo ha aparecido en algunos cómics de Looney Tunes (DC Comics).
- Según estos cómics y el videojuego Looney Tunes: Acme Arsenal, el nombre de este pájaro Dodo es Yoyo Dodo.